# The Legend of Sleepy Hollow
The Legend of Sleepy Hollow ("Legenden om Sleepy Hollow"), är en novell från 1820 skriven av den amerikanske författaren Washington Irving. På svenska är den även känd som Legenden om Sömniga Dalen och Legenden om Slummerdalen.
Berättelsen ingår i en samling av 34 essäer och noveller med titeln The Sketch Book of Geoffrey Crayon, Gent. som skrevs medan Irving bodde i Birmingham i England. Den publicerades första gången år 1820. Tillsammans med Irvings Rip Van Winkle är The Legend of Sleepy Hollow ett av de tidigaste exemplen på amerikansk skönlitteratur med bestående popularitet, framförallt kring Halloween.

## Handling
Historien utspelar sig år 1790 i byn Sleepy Hollow i delstaten New York och handlar om Ichabod Crane, en mager, gänglig och skrockfull lärare. Ichabod Crane konkurrerar med Abraham "Brom Bones" Van Brunt om Katrina Van Tassel, dotter och enda barn till en förmögen bonde, Baltus Van Tassel. Brom och de andra byborna skrämmer Ichabod med spöklika legender, däribland den om den huvudlösa ryttaren. Dessa berättelser får ödesdigra konsekvenser.

## Filmatiseringar i urval
- The Headless Horseman (1922), film med Will Rogers.
- The Adventures of Ichabod and Mr Toad (1949), animerad film producerad av Walt Disney med Bing Crosby som berättare.
- The Legend of Sleepy Hollow (1980), TV-film med Jeff Goldblum och Meg Foster.
- Legenden om Sleepy Hollow (1999), TV-film med Brent Carver och Rachelle Lefevre.
- Sleepy Hollow (1999), film med Johnny Depp, Christopher Walken, Christina Ricci och Casper Van Dien.
- Sleepy Hollow (2013-2017), amerikansk TV-serie med Tom Mison, Nicole Beharie och Lyndie Greenwood.